# Выигрышный заём
Выигрышный заём — одна из форм займа, доход по которому выплачивается в виде выигрышей. Разновидностью выигрышных займов являются беспроигрышные займы и процентно-выигрышные займы. Выигрышные государственные займы были распространены в СССР.
Доход держателя облигаций выигрышного займа является случайным, он может либо выиграть, либо нет. Шанс займодержателя зависит от количества выигрышей и их размера. Если заём построен таким образом, что на каждую облигацию обязательно приходится выигрыш, то такой заём называется беспроигрышным. В случае беспроигрышного каждый держатель облигации получает доход, размер которого не велик в сравнении с выигрышным займом, где можно либо получить более крупный доход в виде выигрыша, либо не получить ничего. Процентно-выигрышный заём является смешанной формой процентного и выигрышного займа. Держатели облигаций такого займа получают фиксированный доход в виде процентов и случайный — в виде выигрышей.

## Выигрышные займы в Российской империи
Первый выигрышный заём в Российской империи был выпущен в 1864 году на 100 миллионов рублей с доходностью 5 % годовых и сроком обращения 60 лет. Этот заём пользовался огромным спросом у населения. 
Максимальное распространение займы достигли во время Первой Мировой войны и при Временном правительстве. 

## Выигрышные займы в СССР
В СССР выигрышные займы появились в 1922 году и в ряде случаев были добровольно-принудительными. Облигации выигрышного займа регулярно разыгрывались, итоги розыгрыша публиковались в центральной печати и предусматривали выигрыш как денежных сумм, так и ценных товаров: стиральных машин, радиоприёмников, автомобилей. 
Займы могли состоять из двух выпусков: беспроигрышного и процентного. По облигациям беспроигрышного выпуска весь доход выплачивался в форме выигрышей, а по облигациям процентного выпуска в виде процентов по купонам с определённой регулярностью или в конце срока действия (поначалу от года до 10, в последние годы обычно 20 лет) из расчета назначенной доходности.  Каждая облигация имела уникальный серийный и индивидуальный номер, на её лицевой стороне была обозначена цель сбора (например, в 1930-е годы на развитие промышленности, переоснащение армии и постройку пограничных укреплений), переведенная на языки всех республик Советского Союза, на оборотной подробно описывались условия акций.
Последним выигрышным займом в советской истории стал внутренний выигрышный заём 1982 года, рассчитанный на 20 лет. В 1992 году был выпущен российский внутренний выигрышным заём, на облигации которого предлагалось обменять облигации советского займа 1982 года.

## Список выигрышных займов СССР[3]
За время существования СССР государство выпустило больше 60 займов, большинство из которых были выигрышными или процентно-выигрышными. Условия займов и розыгрышей публиковались в центральной печати. Если номинал облигации составлял 100 рублей, гражданам предоставлялась возможность купить часть в размере 10, 25 или 50 рублей. В таком случае и выигрыш на облигацию выплачивался пропорционально. При 20-летнем цикле облигации самые массовые розыгрыши  приходились на первые 5 лет и последние 5 лет их действия, соответственно увеличивалось и количество выигрываемых небольших премий (от 150 до 500 рублей на 100-рублёвую облигацию). Количество крупных выигрышей на все годы займа оставалось неизменным: на каждые 100 млн эмиссии причитался один выигрыш на сумму 3000 рублей и 5 выигрышей на сумму 1000 рублей при номинале облигации 100 рублей.
| №  | Год  | Наименование государственного займа                                                         | Условия                                                | Срок погашения | Собираемая сумма, рублей | Примечание |
| 1  | 1922 | Государственный 6% выигрышный заём                                                          | 6 % годовых, выигрышный                                | 10 лет         | 100 млн.                 | |
| 2  | 1924 | 8% внутренний золотой заём                                                                  | выигрышный                                             | 6 лет          | 100 млн.                 | |
| 3  | 1924 | Второй государственный выигрышный заём                                                      | 6 % годовых, выигрышный                                | 5 лет          | 100 млн.                 | |
| 4  | 1924 | Крестьянский выигрышный заём                                                                | 5 % годовых, выигрышный                                | 1 год 9 мес.   | 50 млн.                  | Частично перевыпущен в 1925 году |
| 5  | 1925 | Второй крестьянский выигрышный заём                                                         | 1 % годовых, выигрышный                                | 2 года         | 100 млн                  | |
| 6  | 1926 | Государственный внутренний выигрышный заём                                                  | выигрышный                                             | 5 лет          | 30 млн                   | |
| 7  | 1927 | Государственный внутренний 10% выигрышный заём                                              | 10 % годовых, выигрышный                               | 8 лет          | 100 млн                  | |
| 8  | 1927 | Третий крестьянский выигрышный заём                                                         | 1 % годовых, выигрышный                                | 3 года         | 25 млн                   | |
| 9  | 1927 | Государственный внутренний 6% выигрышный заем индустриализации народного хозяйства СССР     | 6 % годовых, выигрышный                                | 10 лет         | 200 млн                  | |
| 10 | 1928 | Государственный внутренний выигрышный заем укрепления крестьянского хозяйства               | 6 % годовых, выигрышный                                | 3 года         | 100 млн.                 | Выпуск дополнен на 50 млн. рублей с добавлением надпечатки на новых облигациях |
| 11 | 1928 | Второй государственный внутренний выигрышный заем индустриализации народного хозяйства СССР | два варианта: выигрышный и 6 % годовых, выигрышный     | 10 лет         | 50 млн                   | Выпуск дополнен на 50 млн. рублей с добавлением надпечатки на новых облигациях |
| 12 | 1929 | Третий государственный внутренний выигрышный заем индустриализации народного хозяйства СССР | два варианта: выигрышный и 6 % годовых, выигрышный     | 10 лет         | 750 млн                  | Выпуск дополнен на 250 млн. рублей с добавлением надпечатки на новых облигациях |
| 13 | 1929 | Государственный внутренний заём                                                             | выигрышный                                             | 5 лет          | 125 млн                  | |
| 14 | 1930 | Государственный внутренний 9% выигрышный заём                                               | 9 % годовых, выигрышный                                | 10 лет         | 50 млн                   | |
| 15 | 1930 | Государственный внутренний выигрышный заём «Пятилетка в четыре года»                        | два варианта: выигрышный и 6 % годовых, выигрышный     | 10 лет         | 1,2 млрд                 | На облигации этого типа с добавлением доплатных талонов обменивались облигации 6% займа 1927 года, укрепления крестьянского хозяйства 1928 года и второго займа индустриализации 1928 года                                             |
| 16 | 1931 | Государственный внутренний заём «Пятилетка в четыре года»                                   | два варианта: выигрышный и 10-процентный               | 10 лет         | 1,6 млрд                 | |
| 17 | 1932 | Государственный внутренний выигрышный заём                                                  | выигрышный                                             | 10 лет         | 100 млн                  | Выпуск дополнен на 50 млн. рублей в 1933 году с новой датой |
| 18 | 1932 | Государственный внутренний заём четвертого завершающего года пятилетки                      | два варианта: выигрышный и 10-процентный               | 10 лет         | 3,2 млрд                 | |
| 19 | 1933 | Государственный внутренний заём второй пятилетки                                            | три варианта: выигрышный, 7-процентный и 10-процентный | 10 лет         | 3 млрд                   | |
| 20 | 1934 | Государственный внутренний заём второй пятилетки                                            | два варианта: выигрышный и 10-процентный               | 10 лет         | 3,5 млрд                 | |
| 21 | 1935 | Государственный внутренний выигрышный заём                                                  | выигрышный                                             | 10 лет         | 300 млн                  | |
| 22 | 1935 | Государственный внутренний заём второй пятилетки                                            | два варианта: выигрышный и 8-процентный                | 10 лет         | 3,5 млрд                 | |
| 23 | 1936 | Государственный внутренний заём второй пятилетки                                            | два варианта: выигрышный и 4-процентный                | 20 лет         | 4 млрд                   | На облигации этого займа были обменены облигации "Пятилетка в четыре года", "Четвёртого завершающего года пятилетки" и "Заём второй пятилетки" 1930-1935 годов                                                                         |
| 24 | 1937 | Государственный внутренний заем укрепления обороны СССР                                     | два варианта: выигрышный и 4-процентный                | 20 лет         | 4 млрд                   | |
| 25 | 1938 | Государственный внутренний выигрышный заём                                                  | выигрышный                                             | 20 лет         | 600 млн                  | Перевыпускался дополнительно в 1939, 1940 и 1946 годах. На облигации этого займа были заменены ранее не погашенные облигации выигрышных займов 1929, 1932 и 1935 годов и 9-процентного займа 1930 года.                                |
| 26 | 1938 | Государственный внутренний заём третьей пятилетки                                           | два варианта: выигрышный и 4-процентный                | 20 лет         | 5,9 млрд                 | |
| 27 | 1939 | Государственный внутренний заём третьей пятилетки                                           | два варианта: выигрышный и 4-процентный                | 20 лет         | 6 млрд                   | |
| 28 | 1940 | Государственный внутренний заём третьей пятилетки                                           | два варианта: выигрышный и 4-процентный                | 20 лет         | 8 млрд                   | |
| 30 | 1941 | Государственный внутренний заём третьей пятилетки                                           | два варианта: выигрышный и 4-процентный                | 20 лет         | 9,5 млрд. р.             | На каждые 100 млн рублей займа при номинале одной облигации 100 рублей ежегодно разыгрывалось от 7300 до почти 40 тыс выигрышей на суммы от 150 до 3000 рублей, общее количество выигравших облигаций за 20 лет составило один миллион |
| 31 | 1942 | Государственный военный заём                                                                | два варианта: выигрышный и 2-процентный                | 20 лет         | 10 млрд                  | Процентный выпущен в феврале 1943 |
| 32 | 1943 | Второй государственный военный заём                                                         | два варианта: выигрышный и 2-процентный                | 20 лет         | 12 млрд                  | Процентный выпущен в январе 1944 |
| 33 | 1944 | Третий государственный военный заём                                                         | два варианта: выигрышный и 2-процентный                | 20 лет         | 25 млрд                  | Процентный выпущен в январе 1945 |
| 34 | 1945 | Четвёртый государственный военный заём                                                      | два варианта: выигрышный и 2-процентный                | 20 лет         | 25 млрд                  | Процентный выпущен в январе 1946 |
| 35 | 1946 | Государственный заём восстановления и развития народного хозяйства СССР                     | выигрышный                                             | 20 лет         | 20 млрд                  | |
| 36 | 1947 | Государственный заём восстановления и развития народного хозяйства СССР                     | выигрышный                                             | 20 лет         | 20 млрд                  | |
| 37 | 1947 | Государственный 3% внутренний выигрышный заем                                               | два варианта: выигрышный и 3-процентный                | 20 лет         | 20 млрд                  | На облигации этого займа были обменены облигации выигрышного займа 1938 года по курсу 3:1 |
| 38 | 1948 | Государственный заём восстановления и развития народного хозяйства СССР                     | выигрышный                                             | 20 лет         | 20 млрд                  | |
| 39 | 1947 | Государственный 2% заём                                                                     | два варианта: выигрышный и 2-процентный                | 20 лет         | 20 млрд                  | На облигации этого займа были обменены 8%-облигации 1927-1928 годов и облигации 1936-1945 (кроме выигрышных 1938) по курсу 5:1 |
| 40 | 1949 | Государственный заём восстановления и развития народного хозяйства СССР                     | выигрышный                                             | 20 лет         | 20 млрд                  | |
| 41 | 1950 | Государственный заём восстановления и развития народного хозяйства СССР                     | выигрышный                                             | 20 лет         | 20 млрд                  | |
| 42 | 1951 | Государственный заём развития народного хозяйства СССР                                      | выигрышный                                             | 20 лет         | 30 млрд                  | |
| 43 | 1952 | Государственный заём развития народного хозяйства СССР                                      | выигрышный                                             | 20 лет         | 30 млрд                  | |
| 44 | 1953 | Государственный заём развития народного хозяйства СССР                                      | выигрышный                                             | 20 лет         | 30 млрд                  | |
| 45 | 1954 | Государственный заём развития народного хозяйства СССР                                      | выигрышный                                             | 20 лет         | 30 млрд.                 | |
| 46 | 1955 | Государственный заём развития народного хозяйства СССР                                      | выигрышный                                             | 20 лет         | 30 млрд                  | |
| 47 | 1956 | Государственный заём развития народного хозяйства СССР                                      | выигрышный                                             | 20 лет         | 30 млрд                  | |
| 48 | 1957 | Государственный заём развития народного хозяйства СССР                                      | выигрышный                                             | 20 лет         | 30 млрд                  | |
| 49 | 1966 | Государственный 3-процентный внутренний выигрышный заём                                     | 3-процентно-выигрышный                                 | 20 лет         |                          | Не выплачен полностью из-за распада СССР |
| 50 | 1982 | Государственный внутренний выигрышный заём                                                  | выигрышный                                             | 20 лет         |                          | Не выплачен полностью, конвертирован в заём РФ 1992 года, а заем деноминирован в заём 1998 года, выплаты по которому завершены в 2005 году                                                                                             |

## Результат
Продажа облигаций займа была в определенной мере полезна для советской экономики и оказала значительное вспомогательное влияние. После распада СССР государство временно приостановило выполнение своих обязательств. Принятый в 1999 году специальный федеральный закон России гарантировал полную компенсацию обладателям Государственных казначейских обязательств СССР, облигаций Государственного внутреннего выигрышного займа, а также сертификатов Сбербанка СССР. Причем соответствующие выплаты граждане должны были получать с «учетом изменения покупательной способности денежных средств» то есть переоценка проводилась исходя из стоимости социальной корзины продуктов. Выигрышный заем 1982 года был так и не выплачен полностью, сначала он был конвертирован в заём РФ 1992 года, а заем деноминирован в заём 1998 года, выплаты по которому окончательно завершены в 2005 году.
Погашение советских долгов по облигациям приобрело новый виток когда правительство РФ, отсрочило выплаты до 2004 а потом до 2005 года. В апреле 2012 года глава правительства России Владимир Путин подписал постановление о приостановлении процедуры перевода советских ценных бумаг в российские долговые обязательства до 2015 года. В 2013 Дмитрий Медведев «заморозил» исполнения обязательств СССР еще на год. 